# فاطمة بنت الأسود
فاطمة بنت الأسود كانت معاصرة للنبي محمد . وكانت بحسب المصادر السنية التاريخية أول مسلمة تخضع لعقوبة الحد في السرقة؛ في حين ينفي الشيعة الحديث ولا ترد في مصادرهم التاريخية.

## الحياة المبكرة
كانت فاطمة من عشيرة مخزوم من قبيلة قريش في مكة. وكانت تُعرف أيضًا بأم عمرو بنت سفيان؛ ولأن سفيان هو ابن الأسود بن عبد الأسد، فيبدو أن الأسود هو جدها في الواقع. فكان أخوه أبو سلامة هو عمها الأكبر.
وأم فاطمة هي فاطمة بنت عبد العزى بن أبي قيس من آل عامر بن لؤي، مما جعل حويطب بن عبد العزى خالها. كان لفاطمة شقيقان هما حبار وعبد الله، وكانا من أوائل معتنقي الإسلام.
في آذار 624 قاتل الأسود بن عبد الأسد إلى جانب المشركين في معركة بدر . فقُتل هناك على يد الحمزة.
فأسلمت فاطمة وبايعت النبي محمد. ولم يذكر هل فعلت ذلك في فتح مكة أم قبل ذلك.

## القضية القانونية

### الجريمة
هناك خلاف حول تاريخ وطبيعة جريمة فاطمة. كان ذلك إما أثناء فتح مكة في كانون الثاني 630 أو أثناء حجة الوداع في آذار 632.
بحسب ما روته عائشة، كانت كثيرًا ما تقترض أشياء ثم تنكر امتلاكها. وهناك حديث آخر يصف العناصر المسروقة بأنها "مجوهرات". وفي رواية ثالثة خرجت في الليل، فلما التقت بمخيم من المسافرين أخذت إحدى حقائبهم. ولكنها ألقي القبض عليها متلبسة، وأمسك بها المسافرون وقيدوها.

### الحكم
في الصباح أحضروها أمام النبي محمد. وقطعوا يدها.
قَلقَت عليها قريش قلقًا شديدًا وبحثوا عن شفيع يخفف عنها العقوبة. وقد شفع لها عند محمد أكثر من شخص. وشعرَ أقارب فاطمة أن أسامة بن زيد من أقرب الناس للنبي محمد فتحدثوا مع أسامة، الذي بدوره توجه إلى النبي محمد.
تحدث أسامة عن فاطمة بنت الأسود، لكن النبي محمد رفض وسأله أيشفع لانتهاك أحد أحكام الله؟ وأخبره ألا بديل لحدود الله، وأكمل: «وأيمَ اللهِ لو سرقت فاطمةُ بنتُ محمدٍ لقطعتُ يدَها» فأجاب أسامة بالاستغفار

### العقاب
قُطِعَتْ يَدُهَا، «وخرجت ويدها تقطر دمًا».
ذهبت فاطمة إلى بني عبد الأشهل، فعرفتها امرأة أسيد بن حضير، ودعتها إلى بيتها، وطبخت لها طعامًا. ولما عاد أسيد، وهو شيخ العشيرة، من المسجد سأل زوجته قبل أن يدخل البيت هل سمعت خبر فاطمة؟ فأجابت: «نعم، هي عندي». فرجع أسيد إلى المسجد ليستشير محمدًا، فقال له: «رحمتها رحمك الله» أي أن يتلطف بها ويرفق بها.
وعندما عادت فاطمة إلى أبيها، أمرها بالذهاب للعيش مع أقاربها من جهة أمها لأنها أشبهتهم. ولم يوضح ما إذا كان هذا التشابه في المظهر أم في السلوك. فتكفل بها خالها حويطب بن عبد العزى.

## الحياة اللاحقة
وأكدت أم المؤمنين عائشة أن فاطمة الأسود تابت حقًّا. فعندما كانت في حاجة لشيء، كانت تزور عائشة، وكانت تنقل طلباتها إلى النبي محمد، فيُحضرها بنفسه لها.
تزوجت فاطمة في حياة النبي محمد من شخص. وكُنَّت بأم عمرو مما يدل على أن لها ولد اسمه عمرو.

## الحديث عند الشيعة
يرفض الشيعة هذا الحديث وما يترتب عليه مثل أحكام قطع اليد وتفاصيله، وقد أصدر مركز الأبحاث العقائدية الشيعية البيان التالي عن الحديث: «لم نجد إسنادًا لهذا الحديث في كتب الشيعه الإمامية وإنما هو مسندٌ في كتب الإخوة من أهل السنة. وقد رأى بعض علماء الشيعة على أنَه من الإسرائيليات التي دخلَت نتيجة التأثير الثقافي غير المقصود من معتنقي الإسلام من الديانات الأخرى كاليهودية، مثل: كعب الأحبار، وحُمران بن أبان، وعبد الله بن سلام، ووهب بن منبه، وابن جريج. وبالخصوص من جهة استخدام الزهراء مثالًا في موضع تهمة فرضية يؤدي بها بطريقة غير مباشرة إلى التشويه أو التشكيك بمكانتها».